# Musei della Sardegna
Questa lista è suscettibile di variazioni e potrebbe essere incompleta o non aggiornata.

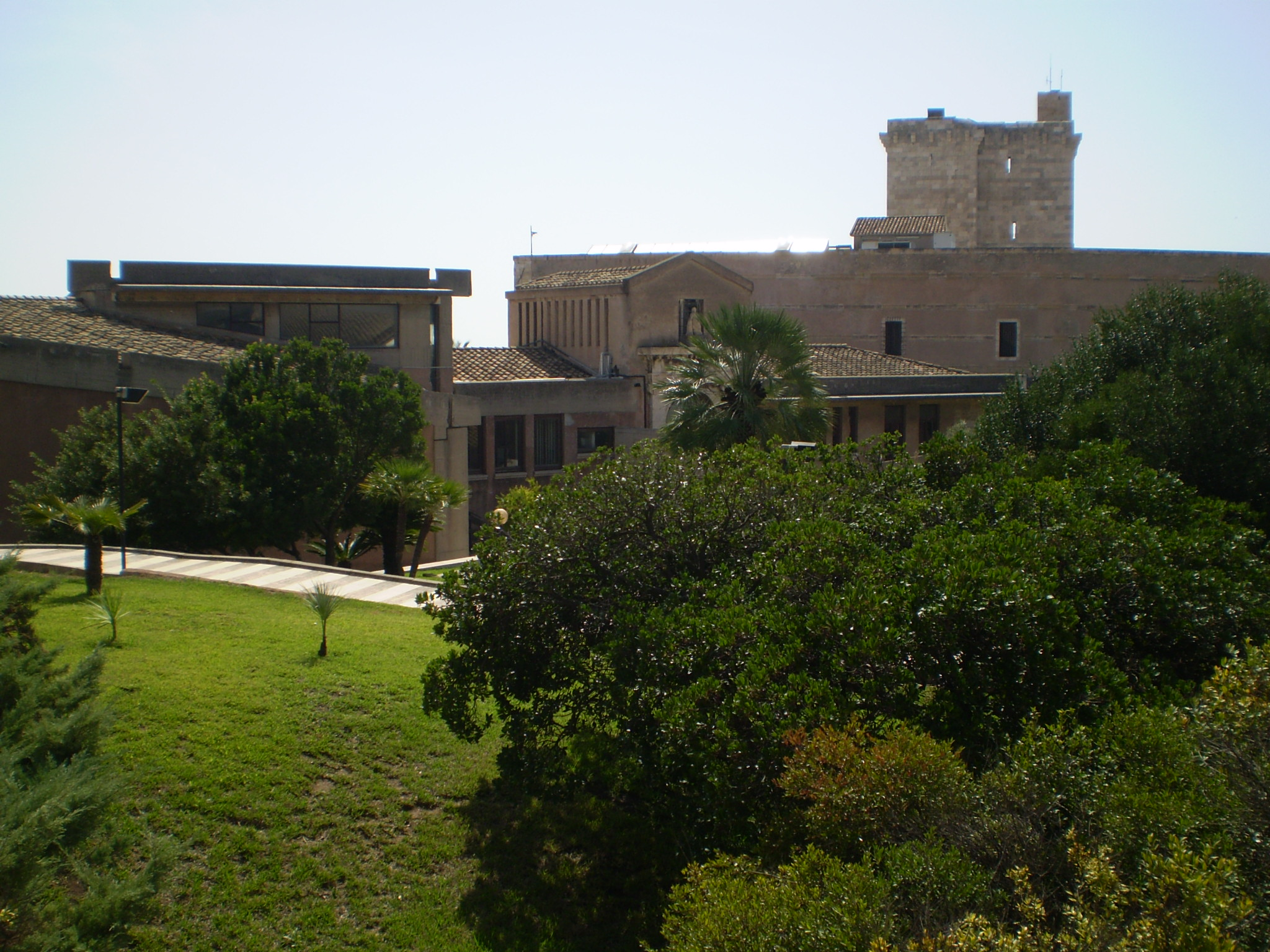
Cittadella dei musei, Cagliari

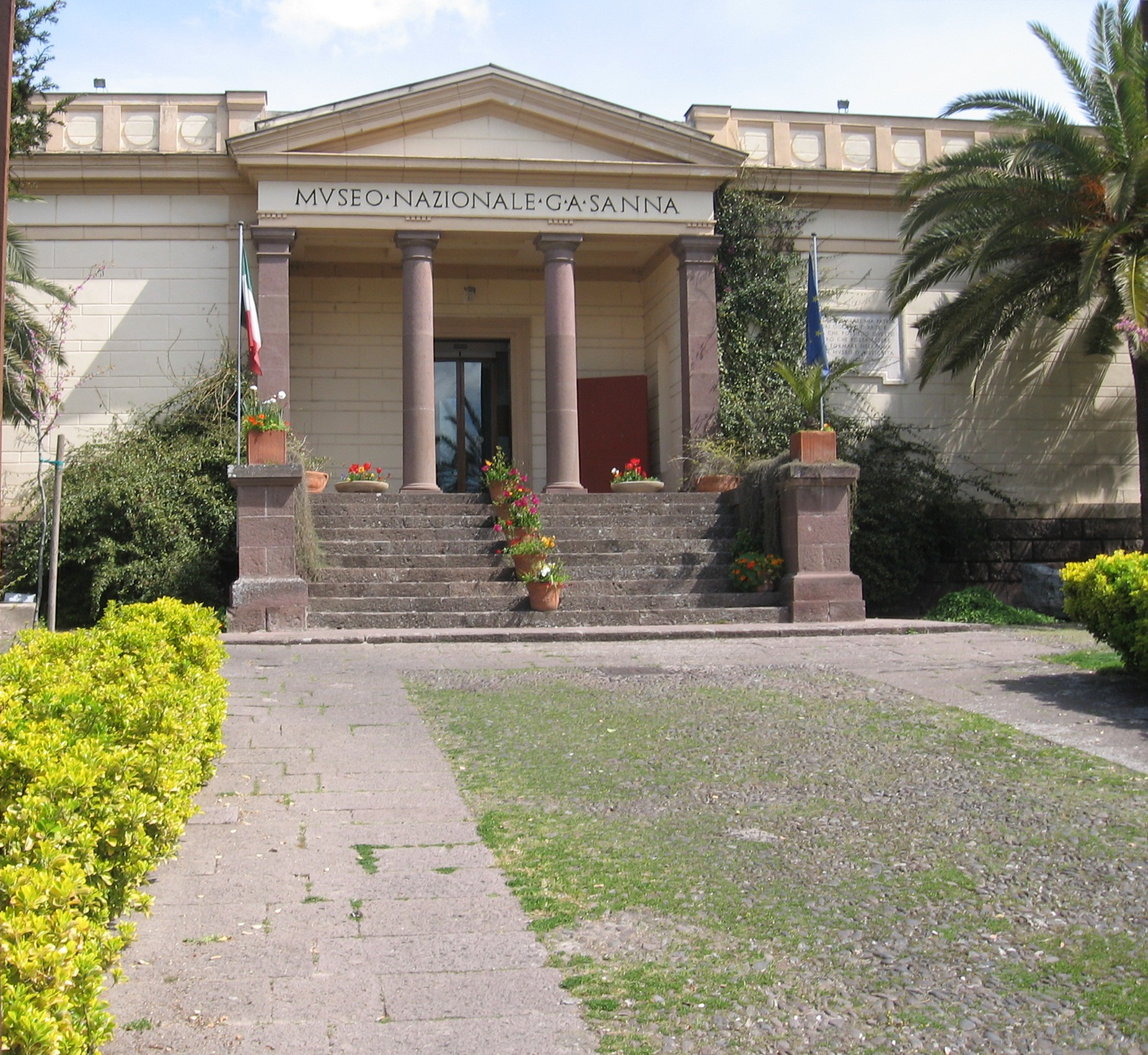
Museo archeologico nazionale G.A. Sanna, Sassari

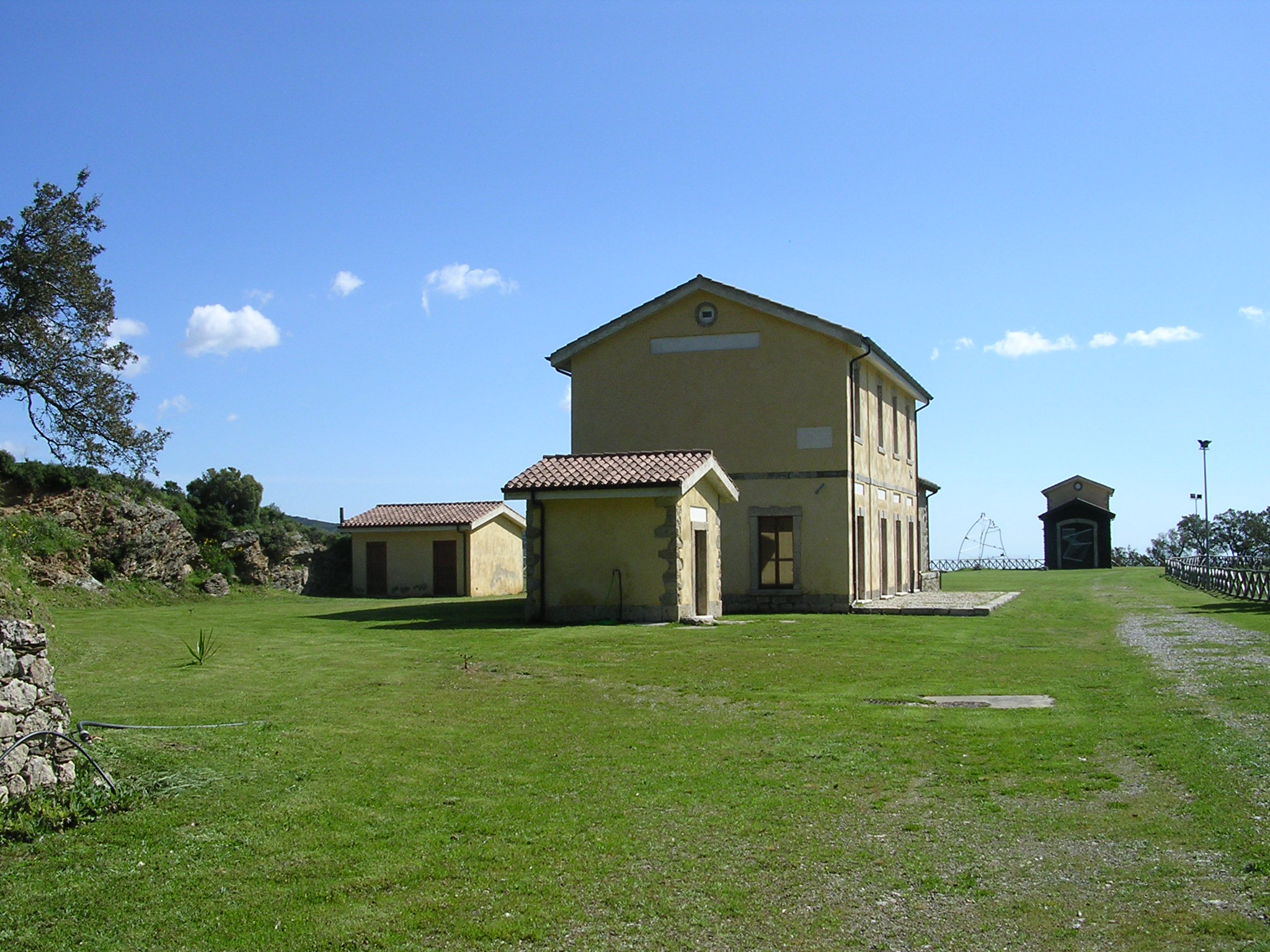
Museo Stazione dell'arte di Ulassai

Elenco in ordine alfabetico per province dei musei della regione Sardegna:

## Provincia di Cagliari

### Cagliari
- Collezione sarda Luigi Piloni
- Museo del tesoro di Sant'Eulalia
- Museo sardo di antropologia ed etnografia
- Museo sardo di geologia e paleontologia "D. Lovisato"
- Orto botanico
- Galleria comunale d'arte
- Museo della cattedrale
- Museo di Bonaria
- Museo di Mineralogia
- Museo diocesano di Cagliari
- Museo dell'arciconfraternita dei Genovesi
- Museo delle Ferrovie dello Stato

I seguenti musei fanno parte della Cittadella dei musei:
- Museo archeologico nazionale
- Pinacoteca nazionale
- Museo civico d'arte siamese Stefano Cardu
- Museo delle cere anatomiche Clemente Susini

### Altri
- Museo delle ferrovie della Sardegna, Monserrato
- Museo archeologico di Pula, Pula
- Casa museo "Sa Domu'e Farra", Quartu Sant'Elena

## Provincia di Nuoro

### Nuoro
- Museo Grazia Deledda
- Museo della vita e delle tradizioni popolari sarde
- Museo archeologico
- Museo d'arte della provincia di Nuoro (MAN)
- Museo Tribu ("Spazio per le arti" e "Museo Ciusa")
- Spazio Ilisso

### Altri
- Museo etnografico, Aritzo
- Casa museo e pinacoteca comunale Carmelo Floris -  Olzai
- Museo di scienze naturali di Belvì, Belvì
- Museo etno-naturalistico Parco Museo S'Abba Frisca, Dorgali
- Museo civico,  Dorgali
- Museo della cultura pastorale, Fonni
- Museo archeologico comprensoriale, Teti
- Museo Nivola, Orani
- Museo Antonio Ortiz Echagùe, Atzara (arte moderna e contemporanea)
- Stazione dell'arte, Museo Arte Contemporanea, Ulassai
- Museo all'aperto Maria Lai, Ulassai
- Museo diocesano di Lanusei, Lanusei
- Museo della civiltà contadina, pastorale, artigianale e della miniera, Seui
- Museo delle maschere mediterranee, Mamoiada
- Museo della Cultura e del Lavoro, Mamoiada

## Provincia di Oristano
- Museo archeologico Antiquarium Arborense, Oristano
- Raccolta dell'opera del Duomo, Oristano
- Museo archeologico di Arborea, Arborea
- Antiquarium di Cuglieri, Cuglieri
- Museo archeologico etnografico, Paulilatino
- Museo della tecnologia contadina, Santu Lussurgiu
- Museo mineralogico e paleotologico, Uras
- Geomuseo Monte Arci "Stefano Incani", Masullas,
- Museo "I Cavalieri delle colline", Masullas
- Museo della statuaria preistorica in Sardegna, Laconi
- Civico Museo del Cavallino della Giara, Genoni
- PARC, Genoni

## Provincia di Sassari

### Sassari

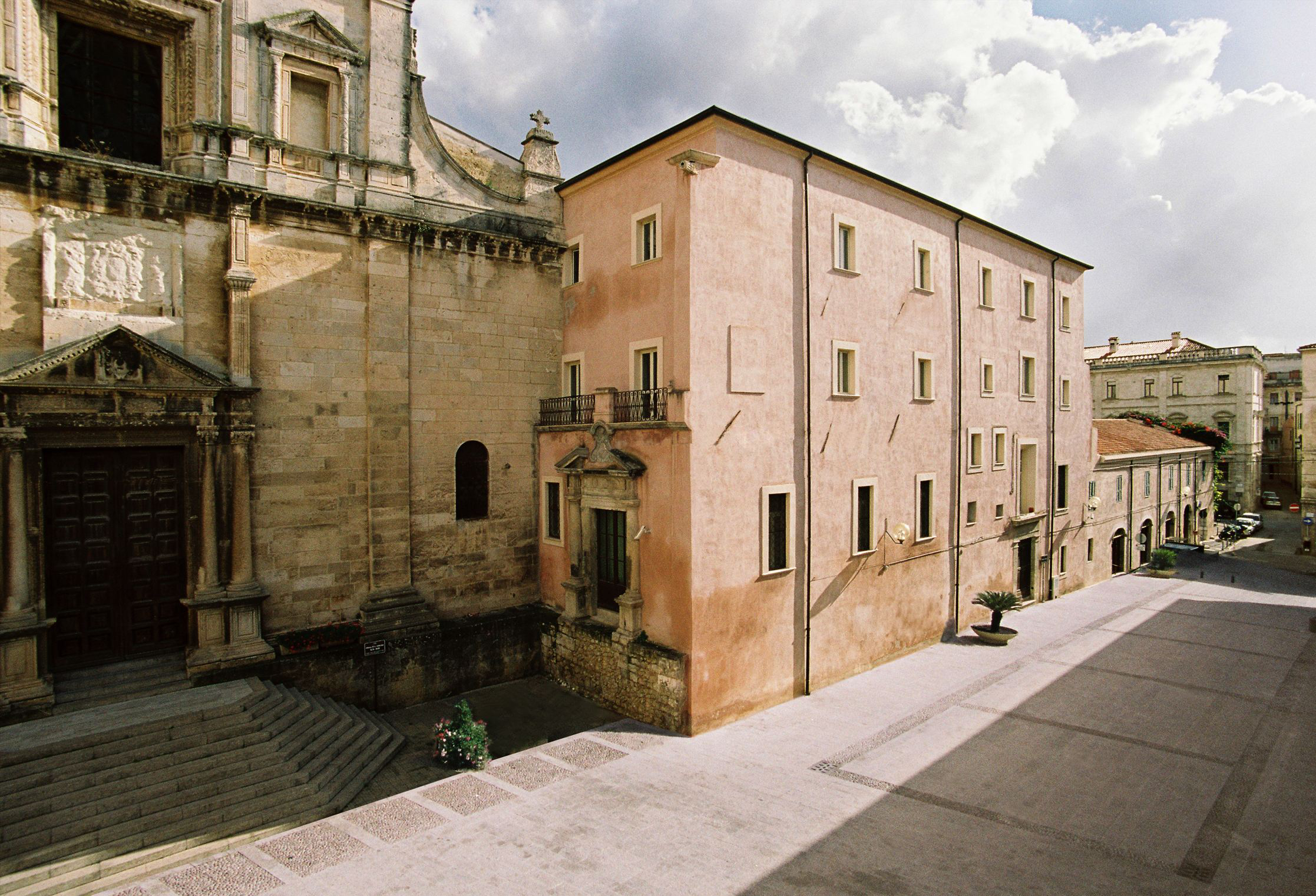
Pinacoteca Nazionale di Sassari, Sassari

- Museo nazionale archeologico ed etnografico G. A. Sanna
- Museo della Brigata Sassari
- Pinacoteca Nazionale di Sassari
- Frumentaria
- Museo dell'arte del novecento e del contemporaneo
- Museo d'arte contemporanea Masedu
- Museo etnografico Francesco Bande
- Collezione Sironi, presso il Banco di Sardegna
- Museo diocesano
- Museo dei gremi e dei candelieri
- Museo storico della città di Sassari

### Aggius
- MEOC (Museo Etnografico Oliva Carta Cannas)
- Museo del banditismo
- AAAperto

### Alghero
- Museo casa Manno dedicato a Giuseppe Manno, Centro ricerche della storia contemporanea dell'Europa e del mediterraneo.
- Museo archeologico e storico-etnografico Sella&Mosca
- Museo Archeologico della città
- Museo diocesano d'arte sacra
- Museo naturalistico Mare Nostrum Aquarium
- Museo virtuale
- Museo mineralogico

### Altri
- Museo dell'intreccio Mediterraneo, Castelsardo

- Museo archeologico ed etnografico di Ittireddu, Ittireddu
- Civico museo archeologico di Ozieri, Ozieri
- Collezione archeologica comunale, Padria
- Civico Museo Archeologico ed Etnografico Ittireddu
- Museo archeologico nazionale Antiquarium Turritano, Porto Torres
- Museo comunale della Valle dei Nuraghi, Torralba
- Museo comunale archeologico, Viddalba
- Museo archeologico e paleobotanico, Perfugas
- Museo dei villaggi abbandonati della Sardegna, Sorso
- Museo archeologico "N. Lamboglia", La Maddalena
- Museo nazionale garibaldino, La Maddalena
- Esposizione "B. de Muro", Tempio Pausania
- Museo archeologico, Olbia
- MuT Museo della Tonnara, Stintino

## Provincia del Sud Sardegna

### Carbonia
- Museo archeologico di Villa Sulcis
- Museo del carbone - Centro Italiano della cultura del carbone
- Museo civico di paleontologia e speleologia "Edouard Alfred Martel"

### Sanluri
- Museo risorgimentale Duca d'Aosta
- Museo delle ceroplastiche
- Museo storico-etnografico dei Cappuccini

### Altri
- Museo archeologico di Sant'Antioco, Sant'Antioco
- Museo agropastorale del Sulcis, Sant'Antioco
- Museo paleontologico, Fluminimaggiore
- Museo mineralogico sardo, Iglesias
- Museo etnografico Mulino Licheri, Fluminimaggiore
- Museo del coltello sardo, Arbus
- Museo di zoologia e mineralogia, Siddi
- Museo archeologico "Genna Maria", Villanovaforru
- Museo del territorio Sa Corona Arrubia]
- Museo archeologico "Villa Abbas", Sardara
- Museo della Sardegna Medievale "Assa Sardisca", Las Plassas
- Museo Multimediale del Regno di Arborea (MudA), Comune di Las Plassas
- Giardino sonoro, museo all'aperto a San Sperate